# University of Toronto Press
University of Toronto Press (UTP) este o editură academică din Canada și una dintre cele mai mari din America de Nord. A fost înființată în anul 1901.
Editura a publicat lucrările lui Northrop Frye, Robertson Davies, Harold Adams Innis, Marshall McLuhan, Mark Kingwell, Lester Pearson, George Elliot Clarke, Julia Kristeva, Yousuf Karsh, Bernard Lonergan, Umberto Eco. Aici au apărut unele dintre cele mai importante cărți publicate vreodată în Canada ca „Galaxia Gutenberg”, ”Erori de comunicare", „Mozaic vertical”, „Atlasul istoric al Canadei”, „Dictionary of Canadian Biography” și „Istoria cărții în Canada”.
În 2008 University of Toronto Press și Rotman School of Management au lansat o marcă comună — Rotman-UTP Publishing, care își propune să editeze studii și lucrări științifice în domeniul economic și antreprenorial pentru profesori și studenți. În același an, editura a achiziționat mai multe cărți din domeniul științelelor sociale tipărite de Broadview Press.
În anul 2011 au fost lansate primele ediții de cărți electronice.